# Modelo jerárquico
Un modelo de datos jerárquico es un modelo de datos en el cual los datos son organizados en una estructura parecida a un árbol. La estructura permite a la información que se repite y usa relaciones padre/Hijo: cada padre puede tener muchos hijos pero cada hijo sólo tiene un padre. Todos los atributos de un registro específico son catalogados bajo un tipo de entidad.
En una base de datos, un tipo de entidad es el equivalente de una tabla; cada registro individual es representado como una fila y un atributo como una columna. Los tipos de entidad son relacionados el uno con el otro usando 1: Trazar un mapa de n, también conocido como relación de uno a varios. El ejemplo más aprobado de base de datos jerárquica modela es un IMS diseñado por la IBM.de eso

## Historia
Una base de datos puesta en práctica relacionada con este tipo de modelo de datos primero fue llamada en la forma de publicación en 1992 [1] (mirar también anidó el modelo de conjuntos). Antes del desarrollo del primer sistema de gestión de datos (DBMS), los programas de uso proporcionaron el acceso a los datos que tuvieron acceso a archivos planos. Los problemas de integridad de datos y la inhabilidad de tales sistemas de tratamiento de archivo para representar relaciones de datos lógicas conducen al primer modelo de datos: el modelo de datos jerárquico. Este modelo, que fue puesto en práctica principalmente por el Sistema de Dirección de Información de la IBM (IMS) solo permite personalizado(exacto) una a varias relaciones entre entidades. Cualquier entidad al final de la relación puede ser relacionada solo con una entidad.

## Ejemplo
Un ejemplo de un modelo de datos jerárquico sería si una organización tuviera los registros de empleados en una tabla (el tipo de entidad) llamada "Empleados". En la tabla habría atributos/columnas como el Nombre de pila, el Apellido, el Nombre de Trabajo y el Salario. La empresa también tiene datos sobre los hijos del empleado en una tabla separada "Hijos" llamada con atributos como el Nombre de pila, el Apellido, y la fecha de nacimiento. La tabla de Empleado representa un segmento paternal y la tabla de Hijos representa un segmento Infantil. Estos dos segmentos forman una jerarquía donde un empleado puede tener muchos hijos, pero cada hijo solo puede tener un padre.
Considere la estructura siguiente:
| EmpNo | Puesto         | Reporta |
| ----- | -------------- | ------- |
| 10    | Director       |         |
| 20    | Senior Manager | 10      |
| 30    | Typist         | 20      |
| 40    | Programmer     | 20      |

En esta tabla, "el hijo" es el mismo tipo que "el padre". La jerarquía que declara EmpNo 10 es el jefe de 20, y30 y 40 cada informe a 20 es representado por la columna "Reporta". Llamada en la Base de datos relacional, la columna Reporta es una llave foránea, el referirse de la columna EmpNo. Si el tipo de datos "hijo" fuera diferente, estaría en una tabla diferente, pero todavía habría una llave foránea que se refiere la columna EmpNo de la tabla de empleados.
Comúnmente se conocen a estos modelos simplemente como la lista de adyacencia, fue presentado por el Doctor Edgar F. Codd.
- Datos: Q16608289